# Bunt Gabriela Prossera
Bunt Gabriela Prossera – nieudane wystąpienie afroamerykańskich niewolników w Wirginii, do którego miało dojść 30 sierpnia 1800 r. Pod względem planowanego zasięgu był to największy zryw niewolników w USA.

## Tło

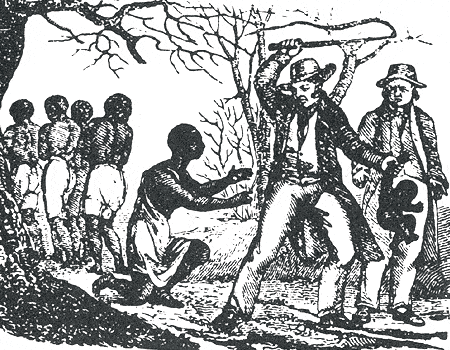
Scena karania niewolnika

Pod koniec XVIII w. w południowych stanach USA systematycznie malała różnica pomiędzy liczbą ludności białej i kolorowej. Do głównych przyczyn należały: rozwój niewolnictwa oraz napływ czarnoskórej ludności z zewnątrz, m.in. z Haiti. W całej Wirginii liczba niewolników w 1800 r. wynosiła aż 39,2%, a w stolicy stanowej – Richmond – ludność kolorowa przeważała nad białą. Niewolnicy byli najczęściej zatrudniani przy załadunku tytoniu na łodzie i przy ich spławie. Choć ruch abolicjonistyczny był wówczas jeszcze niezwykle słaby to wśród ludności, zwłaszcza tej zniewolonej, szerzyły się wówczas hasła wolnościowe. Były one inspirowane hasłami o wolności i równości, głoszonymi nie tylko przez młody naród amerykański, ale także rewolucyjnymi wiadomościami napływającymi z Europy (rewolucja francuska) i Karaibów (rewolucja haitańska). Wśród części mieszkańców, zwłaszcza wśród właścicieli niewolników, sytuacja ta zaczynała powodować niechęć do czarnoskórych.

## Planowane wystąpienie

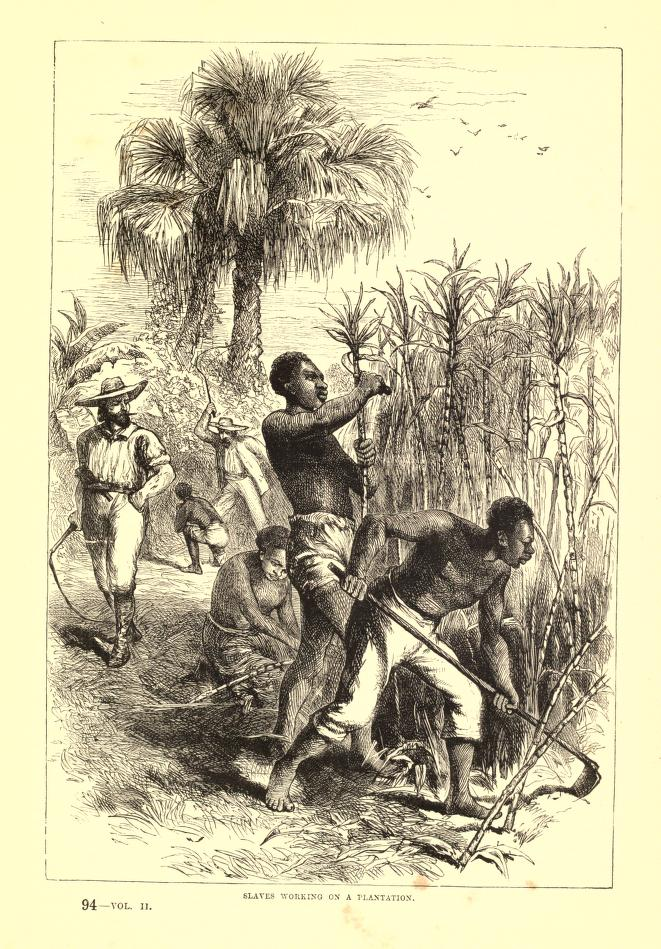
Praca niewolników na plantacji

W takich warunkach dorastał Gabriel Prosser, młody niewolnik urodzony na plantacji Brookfield, należącej do Thomasa Prossera. W odróżnieniu od swoich dwóch braci, Salomona i Martina, umiał czytać i pisać. Został też wyuczony na kowala i stolarza, prawdopodobnie tak samo jak Salomon i ich ojciec. Choć Gabriel był niewolnikiem, to ze względu na wykonywany zawód, otrzymał przywilej swobodnego przemieszczania się po hrabstwach Henrico i Richmond, gdzie był najmowany do pracy.
Wiosną 1800 r. Gabriel Prosser uległ hasłom rewolucyjnym i rozpoczął planować powstanie. Jego celem było doprowadzenie do całkowitego zniesienia niewolnictwa w Wirginii. Początkowo w spisek zaangażowani byli tylko jego bracia i zaufani kowale. Dzięki znajomości tego rzemiosła, buntownicy byli w stanie przygotować sobie broń: wykuli 144 miecze i szable, 50 włóczni oraz odlali kule do muszkietów, które chcieli zarekwirować z miejscowej tawerny. Planowano, że powstanie ogarnie 10 hrabstw oraz Richmond, Norfolk i Petersburg. Liczono także, że na wieść o zrywie setki niewolników ze środkowej Wirginii przyłączy się do buntu i uderzy na Richmond. W stolicy chciano zdobyć przede wszystkim stanową manufakturę broni oraz budynek stołecznego kapitolu oraz pojmać gubernatora Jamesa Monroego. Z takim zakładnikiem miano rozpocząć negocjacje na temat stawianych przez buntowników żądań.

## Dekonspiracja i proces
Wystąpienie wyznaczono na 30 sierpnia 1800 r. Sytuację jednak skomplikowało załamanie pogody: ulewne deszcze spowodowały zalanie ulic Richmond i wystąpienie z brzegów okolicznych rzek. Znacznie utrudniło to poruszanie się i komunikację pomiędzy spiskowcami. Ponadto, dwóch wtajemniczonych niewolników poinformowało o spisku swojego pana, Mosby’ego Shepparda. Ten z kolei zaalarmował Monroego, który wezwał do miasta stanową milicję. Patrole zaczęły szybko wyłapywać podejrzanych o uczestnictwo w spisku czarnoskórych. W tej sytuacji Gabriel Prosser zdecydował się na ucieczkę na południowy wschód, w dół rzeki James. Po drodze został jednak zauważony i zdradzony przez lokalnego niewolnika – Willa „Billy’ego” Kinga. W sumie aresztowano ponad 70 osób, którym postawiono zarzut spiskowania i przygotowywania powstania.
Podczas wytoczonego buntownikom procesu, Gabriel miał napisać na jedwabnej fladze słowa „śmierć albo wolność”. Hasło to miało nawiązywać do słynnej mowy Patricka Henry’ego: Dajcie mi wolność albo śmierć!, którą wygłosił on 23 marca 1775 r., nawołując polityków Wirginii do przystąpienia do wojny o niepodległość USA. Inny z niewolników miał natomiast powiedzieć: Nie mam nic więcej do zaoferowania niż to, co miałby do zaoferowania generał Waszyngton, gdyby został pojmany przez Brytyjczyków i postawiony przed sądem. Ostatecznie Gabriela, jego braci – Salomona i Martina – oraz 23 innych niewolników skazano na karę śmierci i powieszono; 8 kolejnych wydalono lub sprzedano poza Wirginię; 13 uznano za winnych, ale ułaskawił ich gubernator Monroe; 25 zostało uniewinnionych. Ponadto jeden z zatrzymanych popełnił samobójstwo przed oskarżeniem, a niewolnikom, którzy ostrzegli Mosby’ego Shepparda, przyznano wolność.

## Skutki
Wykrycie spisku i wydane wyroki odbiły się szerokim echem w całym państwie. O sprawie rozpisywały się gazety, a James Monroe i Thomas Jefferson byli zaniepokojeni perspektywą egzekucji tak wielu osób. Jefferson powiedział nawet, że: inne stany i cały świat na zawsze nas potępią, jeśli oddamy się zasadzie zemsty. Federaliści twierdzili z kolei, że bunt nastąpił w wyniku poparcia, jakie Partia Demokratyczno-Republikańska udzieliła francuskim rewolucjonistom.
W Wirginii pokłosiem spisku było zaostrzenie prawa wobec czarnoskórych. Zgromadzenie stanowe w 1802 r. zabroniło zarówno wolnym, jak i zniewolonym Afroamerykanom posiadania i pilotowania łodzi lub ich nawigowania. Dwa lata później, w 1804 r., czarnoskórym zabroniono spotykać się w grupach po pracy lub w niedziele (np. po nabożeństwach). W 1808 r. ustawodawcy stanowi zakazali zatrudniania niewolników i wymagali od wyzwolonych opuszczenia stanu w ciągu 12 miesięcy od momentu wyzwolenia pod groźbą ponownego zniewolenia.
W 2002 roku miasto Richmond podjęło uchwałę na cześć Gabriela Prossera w 202. rocznicę planowanego buntu. W 2007 roku gubernator Tim Kaine udzielił Gabrielowi i jego zwolennikom nieformalnego ułaskawienia, uznając, że sprawa końca niewolnictwa i dążenie do równości dla wszystkich ludzi – zwyciężyła w świetle historii.